# Be Natural (레드벨벳의 노래)
〈Be Natural〉은 S.E.S.-《Be Natural》를 리메이크한 음악 그룹 레드벨벳의 노래이다.
2014년 10월 13일 발매되었으며, SM 엔터테인먼트의 연습생 태용이 피처링으로 참여했다. 유영진이 작곡, 작사 그리고 프로듀서까지 맡았다.